# Glasögonuggla
Glasögonuggla (Pulsatrix perspicillata) är en fågel i familjen ugglor inom ordningen ugglefåglar.

## Utbredning och systematik
Glasögonuggla delas in i sex underarter:
- Pulsatrix perspicillata saturata – förekommer från södra Mexiko (Veracruz och Oaxaca) till västra Panama (Chiriquí)
- Pulsatrix perspicillata chapmani – förekommer från östra Costa Rica och Panama till Colombia, västra Ecuador och nordvästra Peru
- Pulsatrix perspicillata perspicillata – förekommer från östra Colombia till Venezuela, Guyanaregionen, Brasilien och norra Bolivia
- Pulsatrix perspicillata trinitatis – förekommer på Trinidad
- Pulsatrix perspicillata boliviana – förekommer i södra Bolivia och norra Argentina
- Pulsatrix perspicillata pulsatrix – förekommer från Paraguay till östra Brasilien (Bahia) och nordöstra Argentina (Misiones)

## Status och hot
Arten har ett stort utbredningsområde, men tros minska i antal, dock inte tillräckligt kraftigt för att den ska betraktas som hotad. Internationella naturvårdsunionen IUCN listar därför arten som livskraftig (LC).

## Bilder

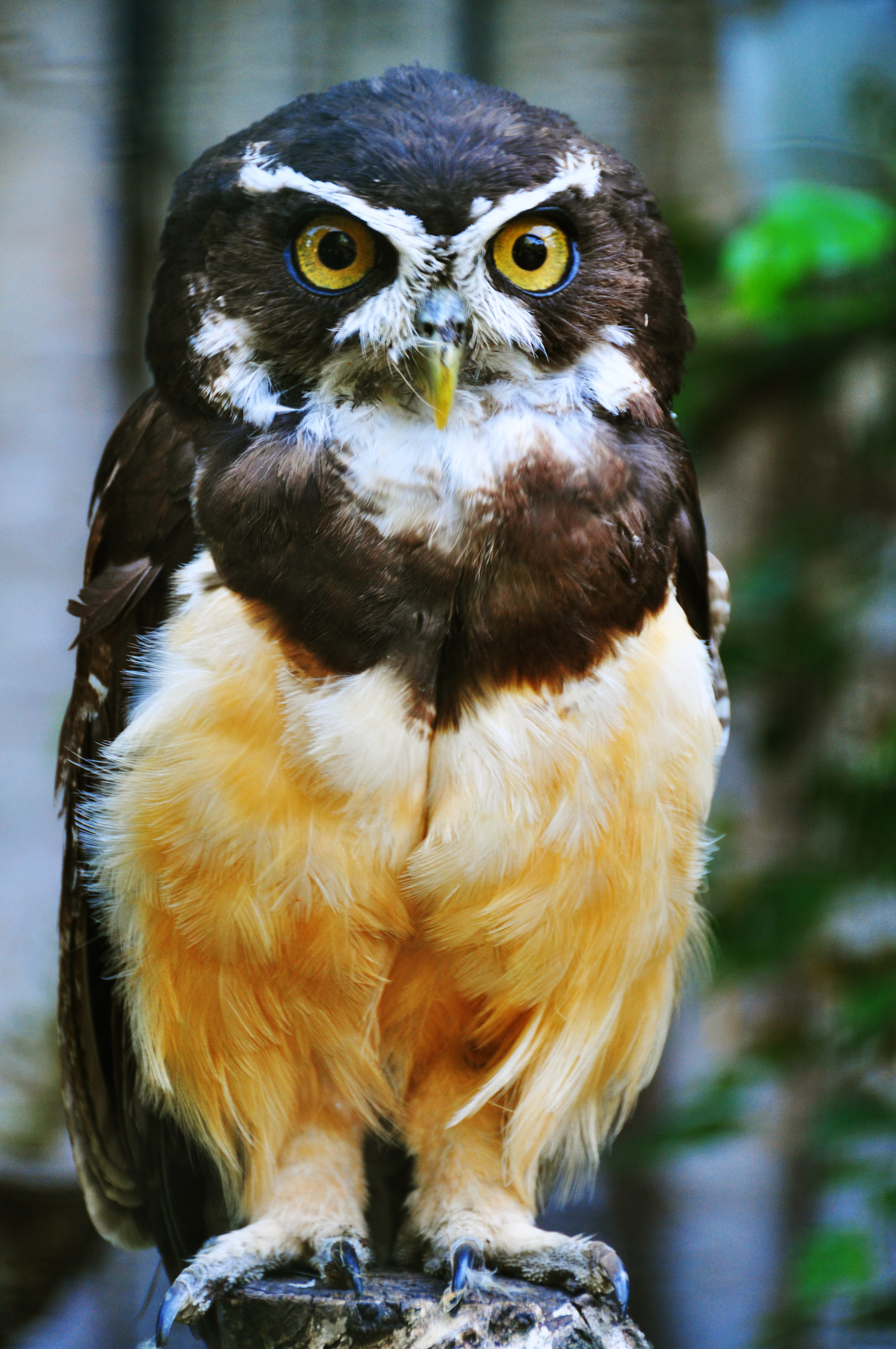
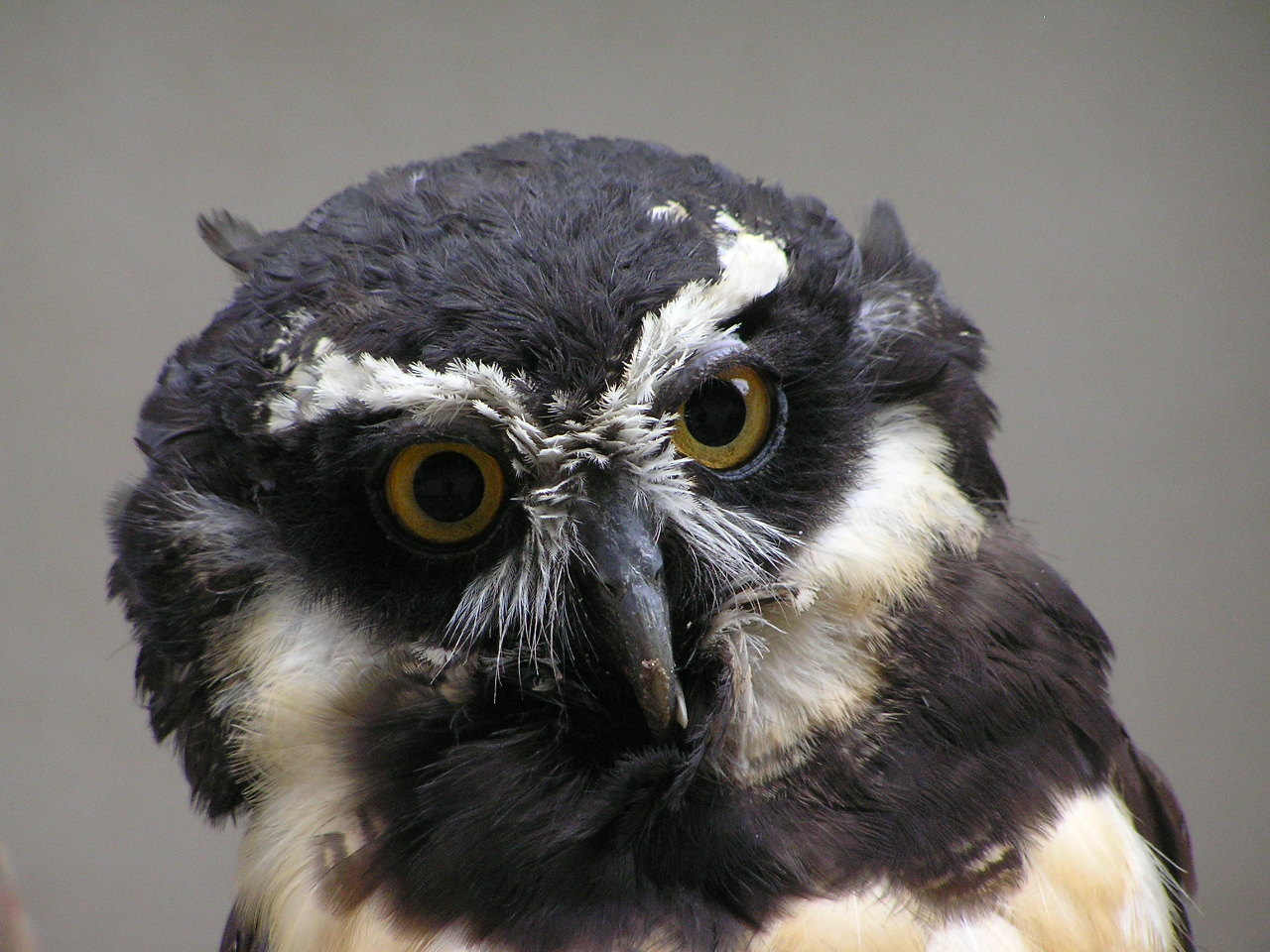
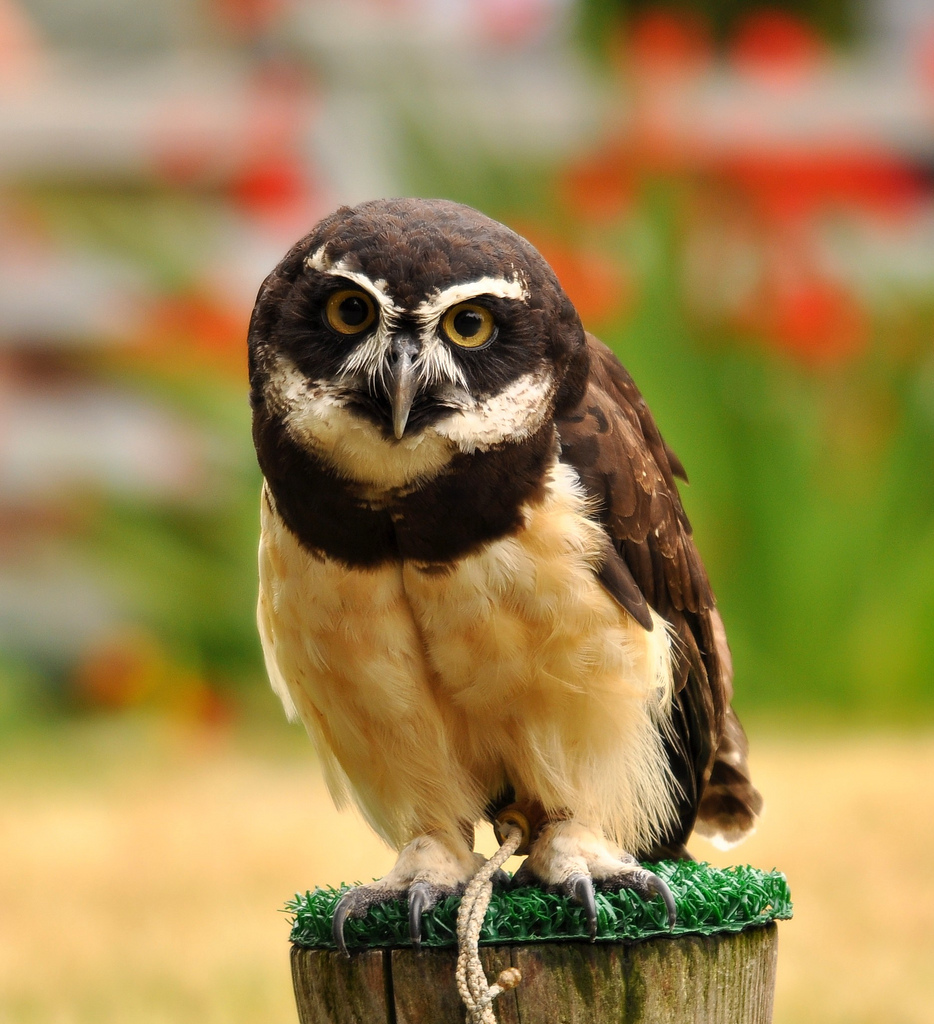
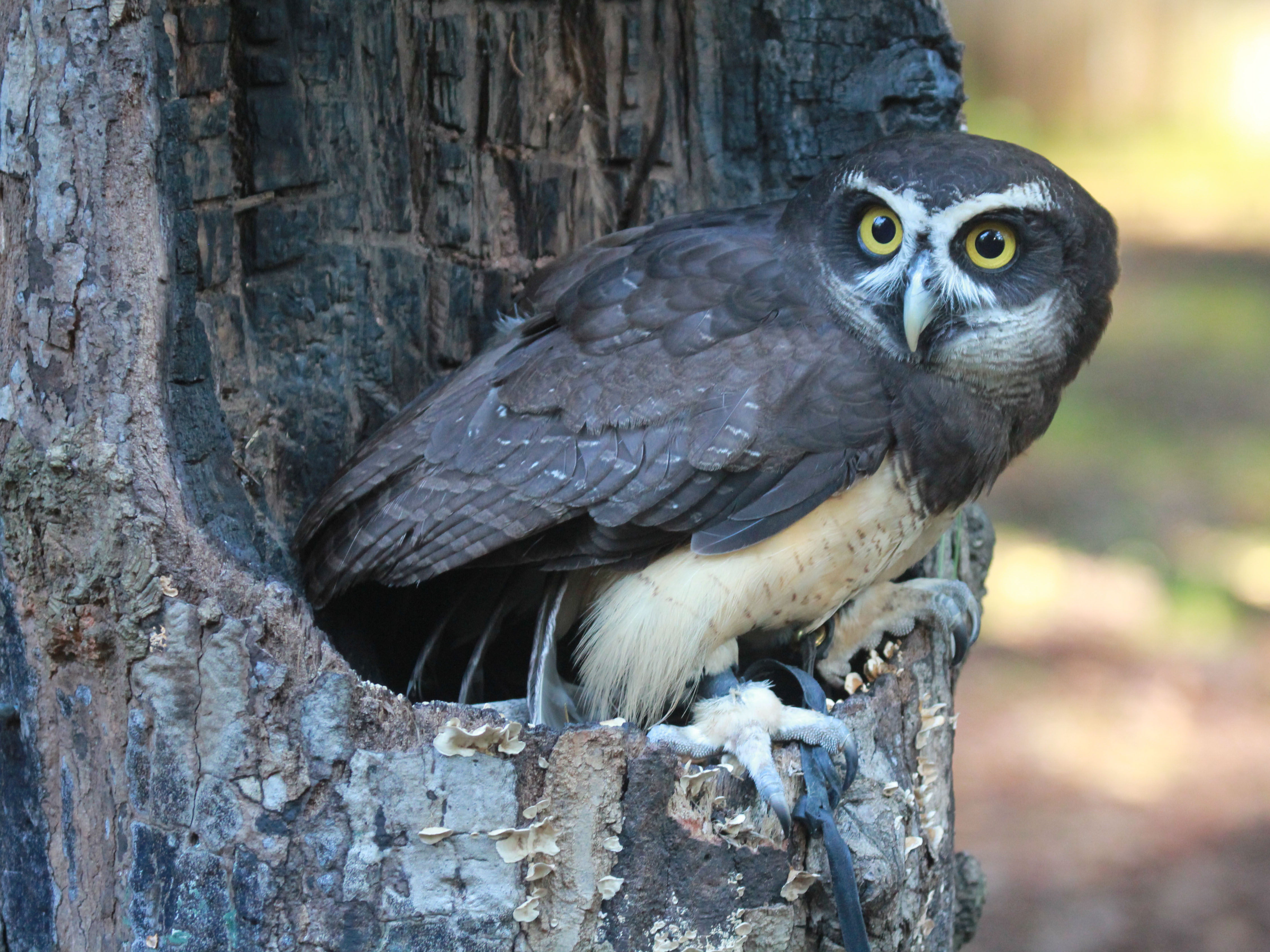
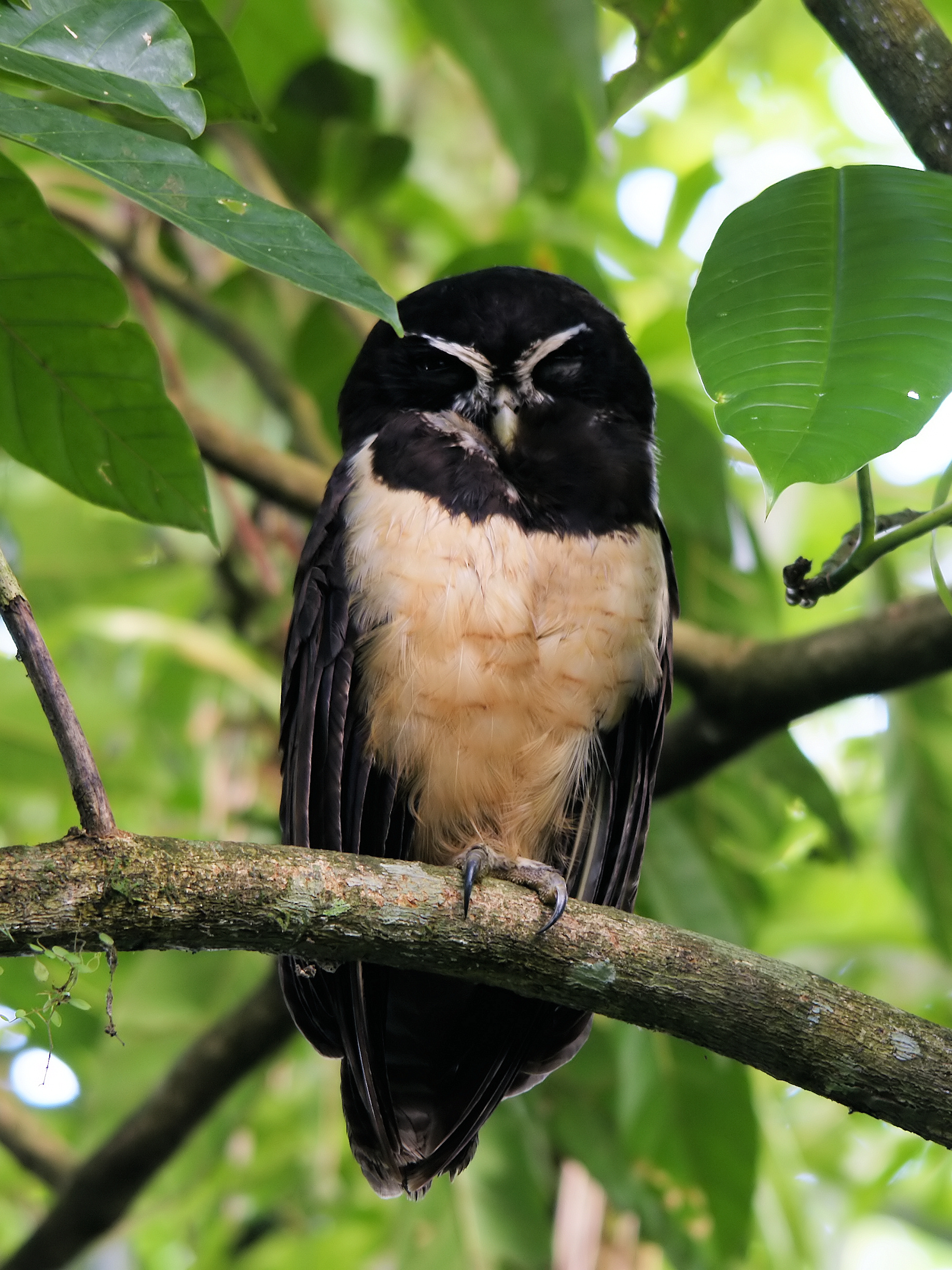